# Mahavatar Babaji

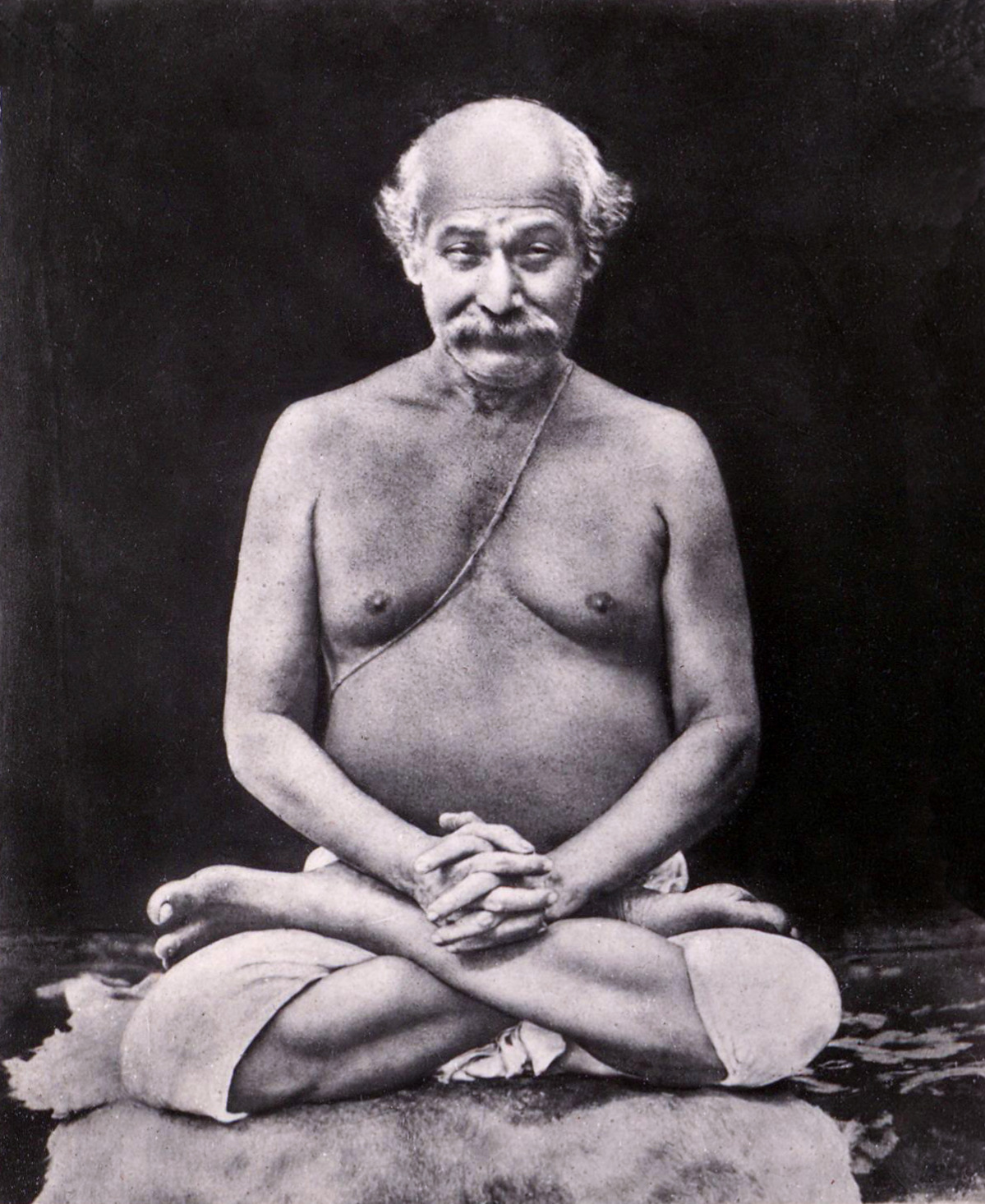
Única fotografía existente de Lahiri Mahasaya (1828-1895), discípulo de Mahavatar Babaji.

Mahavatar Babaji es el inmortal mahavatar (gran avatar) que en 1861 confirió la iniciación en Kriya Yoga a Lahiri Mahasaya, restituyendo así al mundo la antigua técnica de salvación. El término avatar de origen sánscrito significa "descender": sus raíces son ava, bajo, abajo y tri, pasar. En las escrituras hindúes avatar significa el descenso de la Divinidad al cuerpo físico.
Perennemente joven, Babaji ha vivido durante siglos en el Himalaya, otorgando una constante bendición al mundo. Su misión ha sido ayudar a los profetas a llevar a cabo las labores específicas que se les han encomendado. Se le han conferido numerosos títulos que indican su elevada estatura espiritual, sin embargo, el mahavatar generalmente ha adoptado el sencillo nombre de Babaji. Se han documentado encuentrosentre otro reconocido yogui y discípulo Lahiri Mahasaya que posteriormente comenzó con la transmisión de las técnicas de realización espiritual, conocidas como kriyā yoga. Algunos de estos encuentros se describen en el libro de Paramahansa Yogananda Autobiografía de un yogui. Otro relato de estos encuentros lo ofrece Sri Yukteswar Giri en su libro La ciencia sagrada. 
Se dice que Mahavatar Babaji siempre rehúsa revelar a sus discípulos ningún dato de tipo biográfico, y por ello no se conoce el lugar ni la fecha de nacimiento, ni su verdadero nombre.
Esto ha ocasionado confusiones con otros sadhus llamados Babaji también o Maharaj Babaji. Se afirma que ha vivido durante siglos en las nevadas alturas del Himalaya. Los que dicen haberle conocido durante este periodo le conocen por el nombre dado primero por Lahiri Mahasaya. En la tradición del yoga es un ser totalmente iluminado. Yogananda afirmaba que los dos seres más elevados, evolucionados o iluminados que ha habido son Jesucristo en Occidente y Krishná en Oriente.
El nombre Babaji procede del sánscrito baba, "padre", y el sufijo -ji que agregado a los nombres y títulos en la India denotan respeto, particularmente en el trato personal, como por ejemplo: Gandhiji, Paramahansaji, guruji, swamiji o Sri Yukteswariji.

## Encuentros con Babaji de 1861 a 1935
El primer encuentro con Lahiri Mahasaya (1828-1895) fue en 1861, cuando este fue destinado a Ranikhet debido a su trabajo de contable para el gobierno británico. Paseando un día por las colinas sobre Ranikhet, oyó una voz que le llamaba por su nombre, y siguiendo la voz montaña arriba, se encontró con un sadhu (renunciante) «alto, y con una irradiación divina». Se quedó estupefacto al ver que el sadhu conocía su nombre. Lahiri Mahasaya reconoció en él a su gurú de vidas pasadasy le rogó permiso para poder instruir en kriyā yoga a los buscadores de la verdad y así liberar a los hombres y mujeres del mundo de los sufrimientos físicos, mentales y espirituales.
Babaji dio permiso para iniciar en Kriya a todo aquel que solicitara auxilio espiritual con humildad.
El día antes de su despedida Babaji ofreció al mundo una majestuosa promesa del Bhagavad Guita llamada Mahato Bhayat ("Aun una pequeña práctica de este rito religioso o acción correcta te salvará de grandes temores: los colosales sufrimientos inherentes a los repetidos ciclos de nacimiento y muerte")
Otro encuentro documentado con Babaji fue el que tuvo lugar en 1920 cuando visitó a Paramahansa Yogananda en Calcuta para bendecir la misión del joven swami de ir a América para difundir el kriya Yoga a todo el mundo.
Por otro lado, el maestro de sánscrito de Paramahansa Yogananda, Swami Kebalananda, afirmó haber vivido un periodo de tiempo en las cordilleras del Himalaya con Babaji y su grupo de yoguis.

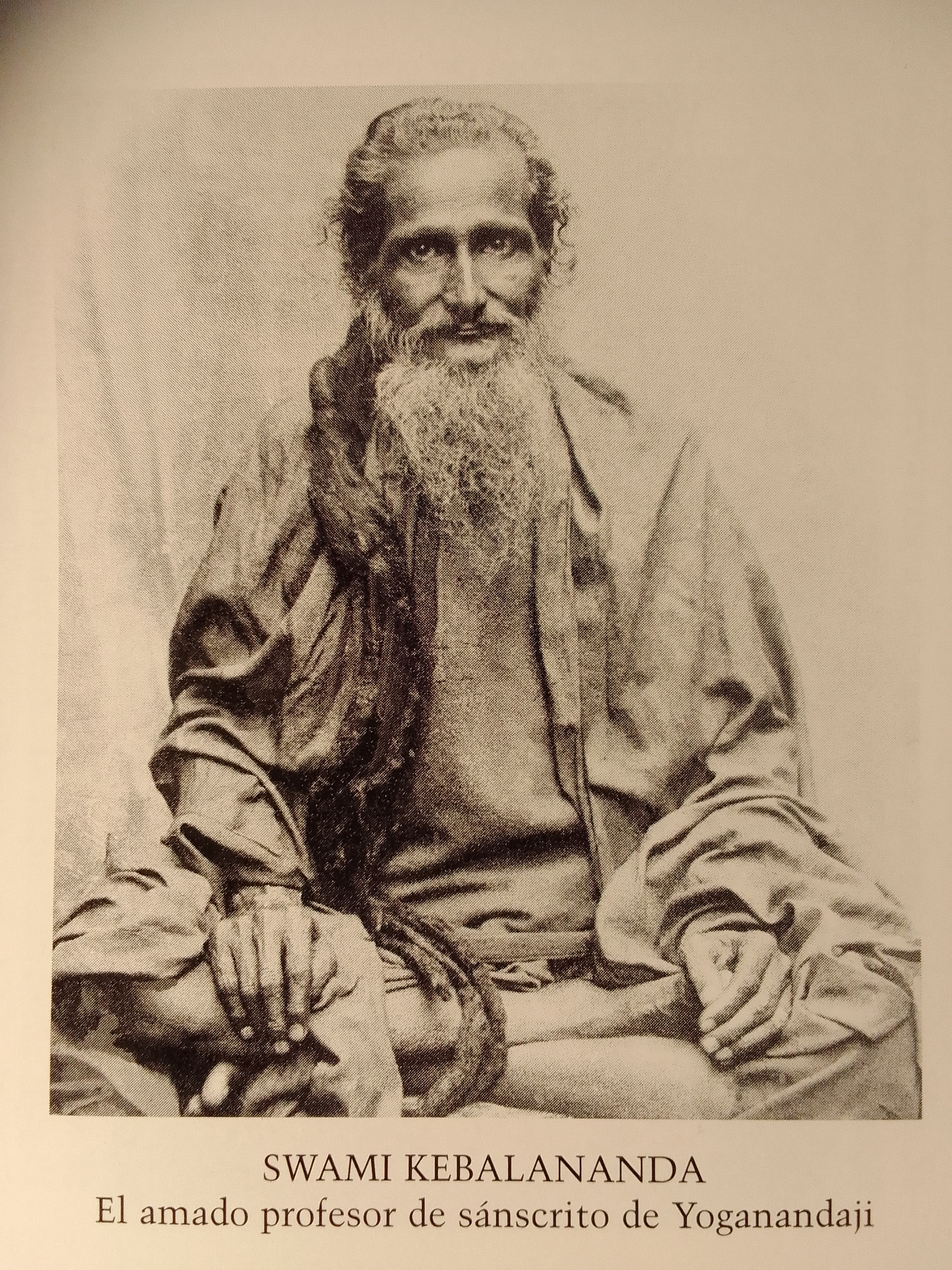
Swami Kebalananda fue el instructor de sánscrito de Paramahansa Yogananda y un yogui avanzado, discípulo de Lahiri Mahasaya.

Múltiples apariciones han sido descritas en diferentes ocasiones y por diferentes hombres santos. Sri Yukteswar coincidió con Babaji en una Kumbha Mela donde le encomendó la escritura de un libro que fuera capaz de explicar la armonía esencial existente entre las escrituras cristianas e hindúes y evitar de esta forma las diferencias sectarias entre los seres humanos. El swami aceptó la petición y escribió La Ciencia Sagrada donde mediante citas paralelas demuestra que se habla de la misma verdad 

## Enseñanzas de Mahavatar Babaji
Sri Yukteswar decía que el estado espiritual de Babaji estaba más allá de toda comprensión humana.
Los Upanishads han clasificado minuciosamente cada etapa o paso del desenvolvimiento espiritual. Un siddha es un ser perfeccionado que ha progresado del estado de jivanmukta al de paramukta (ha escapado completamente de la esclavitud de maya y del ciclo de las reencarnaciones). Rara vez regresa por tanto un paramukta a un cuerpo físico, y si lo hace, es entonces un avatar, un medio elegido por la Divinidad para conferir supremas bendiciones al mundo.
Babaji instruía de forma directa a sus discípulos como contó Lahiri Mahasaya. La escena tuvo lugar en una Kumbha Mela en Allahabad. Vagando entre la multitud de monjes y sadhus observó un asceta untado de cenizas y pensó que era un hipócrita, usando los signos exteriores de la renunciación sin la gracia interior correspondiente. Cuando se fijó observó a Babaji lavando los pies y los utensilios del anacoreta. La sonrisa de Babaji le hizo entender la lección de humildad y que no debía criticar a nadie sino ver siempre al Señor residiendo por igual en el templo del cuerpo de todos los hombres , ya se tratase de inferiores o de superiores.
Según cuenta Yogananda en su libro, recibió de labios de su instructor de sánscrito, Swami Kebalananda, el relato de estos sucesos:
Cuentan que una vez llegó un hombre ante Babaji después de buscarlo por los sitios sagrados de los Himalayas. Por fin dio con el grupo que conformaba junto a sus discípulos:
―Maestro, acógeme entre tus discípulos porque si no mi existencia no tendrá sentido ―le dijo.
Pero Babaji, no hizo ningún ademán en responderle, continuó pasivo y ni le miró.
―Si no me respondes me tiraré de cabeza por la montaña ―añadió al no obtener respuesta del yogui.
―Entonces ¡salta!― respondió Babaji.
Inmediatamente el hombre se lanzó por la ladera de la montaña. Recién entonces Babaji se incorporó y comenzó a descender tranquilamente con los suyos. Llegó, se inclinó ante el hombre y lo devolvió de nuevo a la vida. Cuando le preguntaron por qué le había dejado morir, él les explicó que así, pasando la prueba de obediencia (ya que el hombre ni había vacilado en obedecerle, revelando una total confianza en su gurú), le había liberado del lastre pendiente ―el karma―, lo cual era necesario para que pudiese convertirse en su discípulo. Aunque drástica e inusual, la prueba se encontraba perfectamente adecuada a las circunstancias.

## Promesa de Babaji

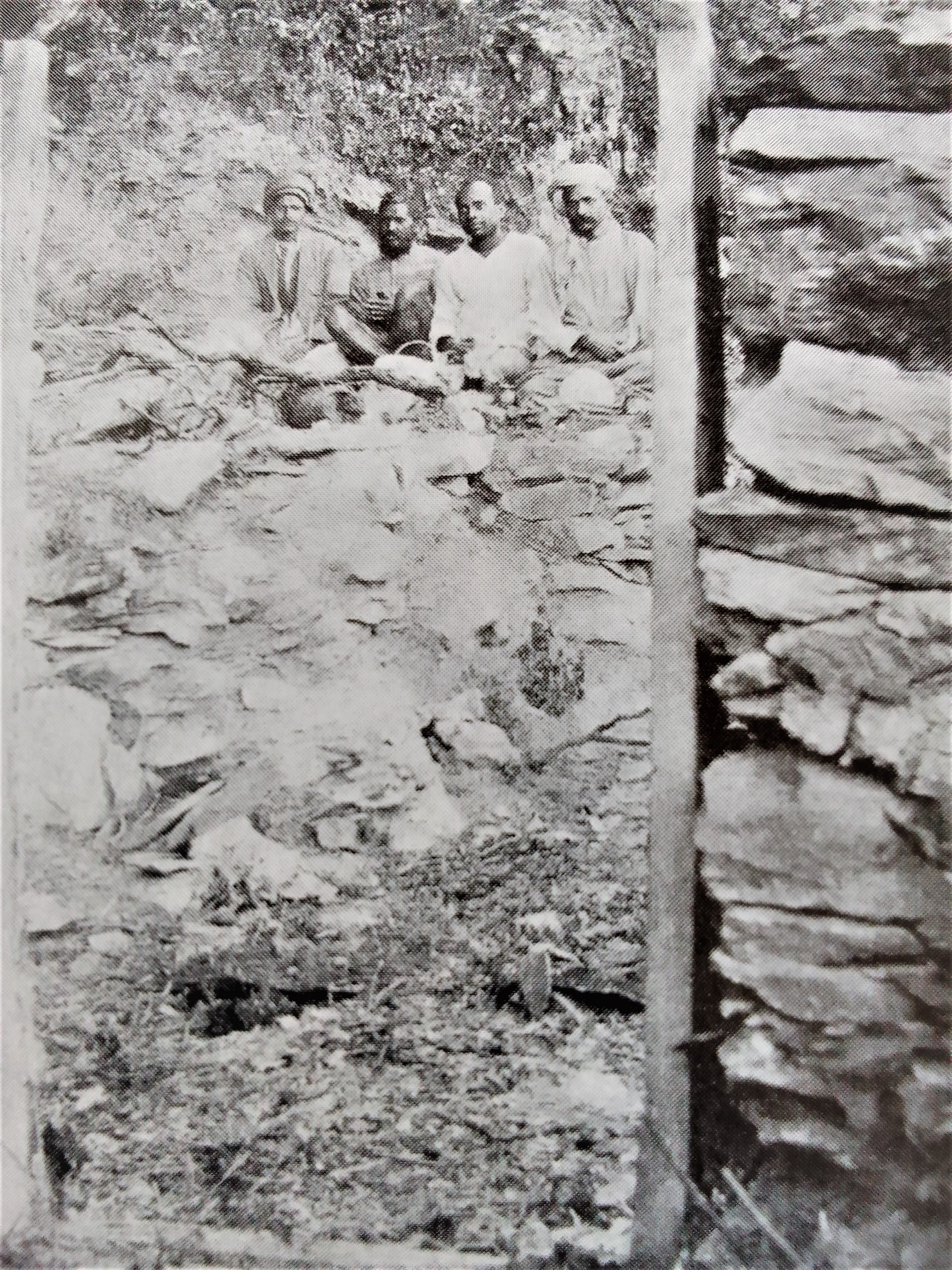
Cueva situada cerca de Ranikhet, ocupada en ocasiones por Mahavatar Babaji. Un nieto de Lahiri Mahasaya, Ananda Mohan Lahiri (vestido de blanco), y tres devotos visitan este sagrado lugar.

Ram Gopal discípulo de Lahiri Mahasaya en Benarés junto con Mataji, la hermana de Babaji, tuvieron un encuentro con él una noche a orillas del Ganges. Él les reveló su intención de abandonar la forma física y sumergirse en la Corriente Infinita:
"Qué diferencia hay si utilizo una onda visible u otra invisible en el océano del espíritu?"
Mataji contestó con un destello de ingenio:
"Inmortal gurú, si no hay diferencia alguna, entonces te ruego que no abandones tu forma."
"Así sea" – contestó Babaji – "nunca abandonaré mi cuerpo físico. Permaneceré siempre visible, cuando menos a un pequeño grupo de personas de este mundo. El Señor ha expresado sus deseos a través de tus labios."
La ausencia de datos concretos acerca de la familia de Babaji o del lugar de nacimiento ha sido objeto de búsquedas y controversias pero: "¿Tiene acaso importancia que no conozcamos el patronímico de un maestro plenamente liberado?". Él hace esta promesa, a Lahiri Mahasaya: "Cada vez que un devoto pronuncia con reverencia el nombre de Babaji, recibe una bendición instantánea."